# Manikchhari
Manikchhari è un sottodistretto (upazila) del Bangladesh situato nel distretto di Khagrachhari, divisione di Chittagong. Si estende su una superficie di 168,35 km² e conta una popolazione di  38.479 abitanti (dato censimento 1991).